# Kloster Hohenwart

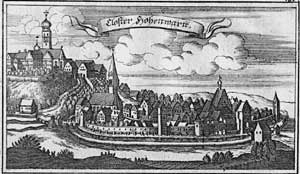
Stich des Klosters von Anton Wilhelm Ertl aus dem „Churbaierischen Atlas“ 1687

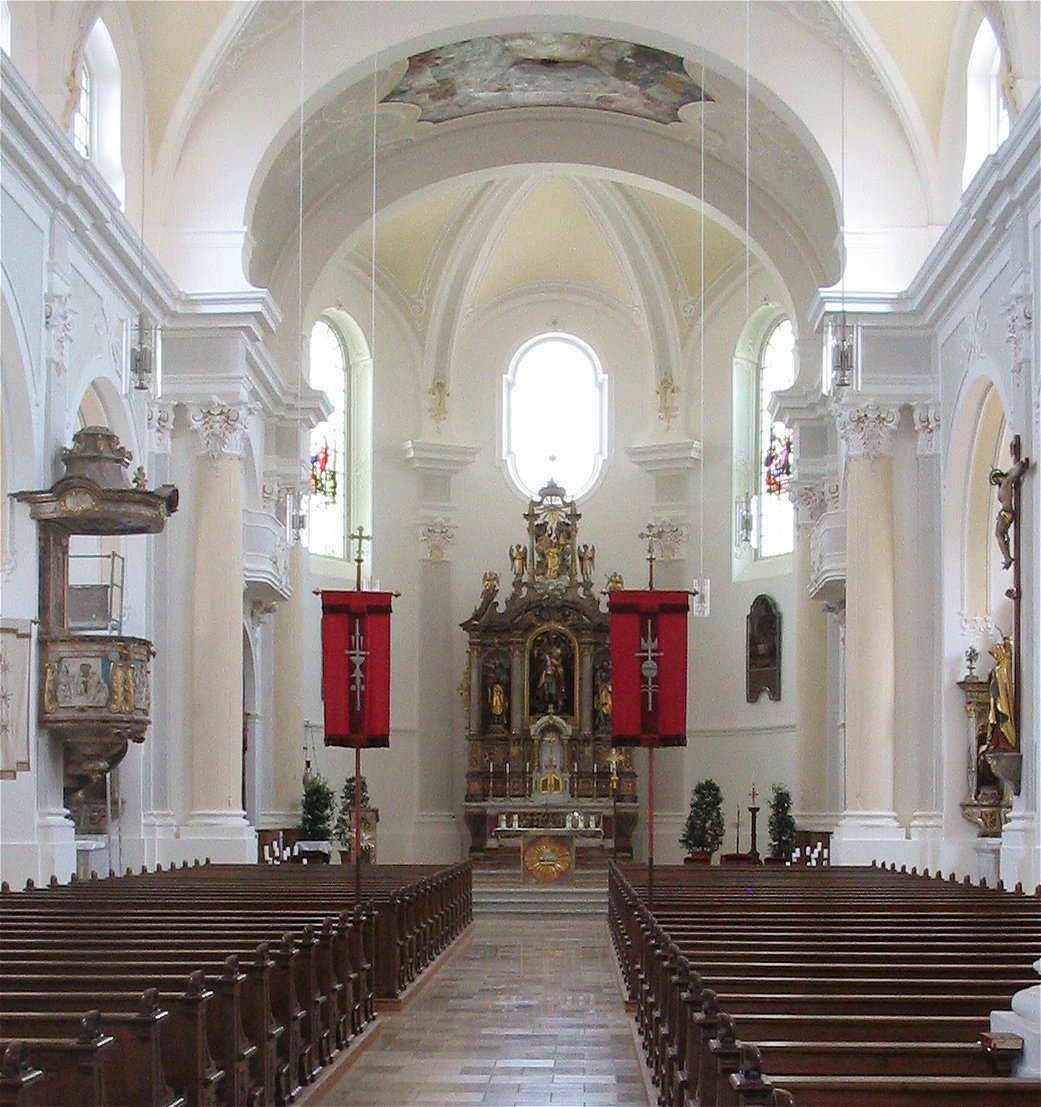
Innenaufnahme der ehemaligen Klosterkirche

Das Kloster Hohenwart  ist eine ehemalige, 1074 gegründete Benediktinerinnenabtei in Hohenwart in Bayern in der Diözese Augsburg. Die Anlage ist unter der Aktennummer D-1-86-128-58 als Baudenkmal verzeichnet. „Mittelalterliche und frühneuzeitliche Befunde im Bereich der ehem. Burg, des ehem. Benediktinerinnenklosters und der Kath. Pfarr- und ehem. Klosterkirche St. Georg in Klosterberg“ werden zudem als Bodendenkmal unter der Aktennummer D-1-7434-0152 geführt.

## Geschichte
Das Kloster wurde 1074 durch Graf Ortolf und seine Schwester Wiltrudis aus dem Haus der Grafen von Hohenwart gegründet. Die Klosterkirche wurde am 13. Mai 1074 von Bischof Embriko von Augsburg geweiht. Diese bedeutende Familie, die mit den Klostergründern ausstarb, gehörte in den Umkreis der sogenannten Rapotonen und war mit dem benachbarten Grafenhaus von Dießen bzw. später von Andechs und von Wolfratshausen verwandt.
Die Abtei wurde 1803 im Zuge der Säkularisation aufgelöst. Die Klosterkirche wurde zur Pfarrkirche St. Georg umgewidmet. Da die Klostergebäude keinen Käufer fanden, konnten die Nonnen weiter dort wohnen. Seit 1876 befinden sie sich im Besitz der Regens-Wagner-Stiftungen Dillingen unter der örtlichen Leitung der Dillinger Franziskanerinnen. Aus der Zeit des Benediktinerinnenklosters sind wertvolle Zeugen erhalten: Die Bayerische Staatsbibliothek in München  birgt neben einem kostbaren Evangeliar, genannt Goldenes Buch von Hohenwart mit Schrift ab 1100 und Miniaturen von 1230 weitere 70 wertvolle Bücher aus Kloster Hohenwart.
Die altehrwürdige romanische Basilika fiel 1895 einem Brand zum Opfer. Noch heute weisen auf die romanische Baugestalt hin: die Peterskapelle – 1230 als Stifter-Grablege gebaut – mit der beeindruckenden romanischen Säule sowie der Kreuzgang und das romanische Kellergewölbe. Ein besonderes Kleinod ist die im Rokokostil (1739) umgebaute Kloster-Apotheke mit der filigranen Stuckdecke, deren figürliche Darstellungen auf die klösterliche Heilkunst hinweisen. Besonders interessant ist das Stuckrelief, das Christus als den wahren Apotheker zeigt.
Heute befindet sich im ehemaligen Benediktinerinnenkloster das regionale Zentrum der Behindertenhilfe Regens Wagner Hohenwart. Personen aller Altersstufen mit unterschiedlichen Beeinträchtigungen erhalten in Hohenwart differenzierte Unterstützungsleistungen.

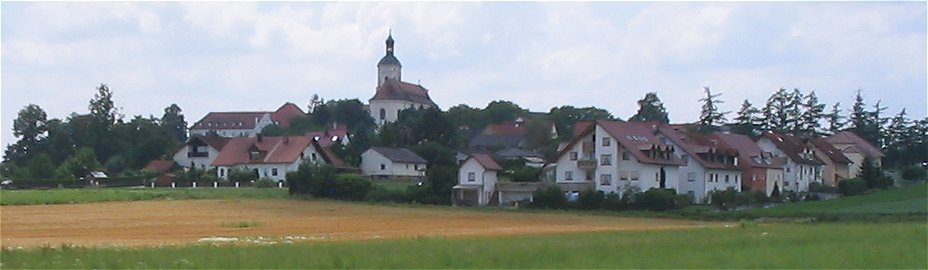
Panoramaaufnahme von Osten

## Reihe der Äbtissinnen
Quelle:
1. Luitgardis
2. Mechtildis
3. Uota
4. Himmeltrud
5. Hildegard, 1186
6. Adelheid I., 1224, 1240
7. Sophia, 1242
8. Adelheid II., 1274, 1283
9. Bertha, 1315, 1316
10. Elisabeth I. von Starzhausen, 1327, 1350
11. Elisabeth II. Judmann, 1366, 1381
12. Agnes I. Kölner, 1384, 1393
13. Agnes II. Stettberger, 1395
14. Asanna von Parsberg, 1405, † 1430
15. Omelia I. Appsberger, 1438, 1444
16. Agnes III. Horner, 1452, † 1468
17. Clara von Hohenkirchen, 1468–1483
18. Veronica von Seckendorf, 1483
19. Barbara I. Sinzenhauser, 1484–1490
20. Cunigunde I. Boeck, 1490–1511
21. Catharina Vogelhut, 1511–1545
22. Scholastica von Papenberg, 1545–1563
23. Cordula Burghart, 1563–1568
24. Barbara II. Brenzinger, 1568–1590
25. Anna I. Mantlacher, 1590–1613
26. Barbara III. Burger, 1613–1633; erhielt 1622 den Stab
27. Anna II. Siebenaicher, 1635–1679
28. Coelestina Zeller, 1679–1700
29. Sabina Richildis von Wampl, 1700–1737
30. Cunigunde II. Frey, 1737–1760
31. Amalia II. Gräfin von Closen, 1760–1767
32. Gertrud Reiter, 1767–1798
33. Amalia III. Hundhammer, 1798–1803, † 1811

Die im Totenbuch eingetragenen Äbtissinnen Benedicta und Adla Reglin konnten keiner Zeit zugeordnet werden. Adla ist vielleicht eine der beiden Adelheid.